# Kaspar Mitterreither

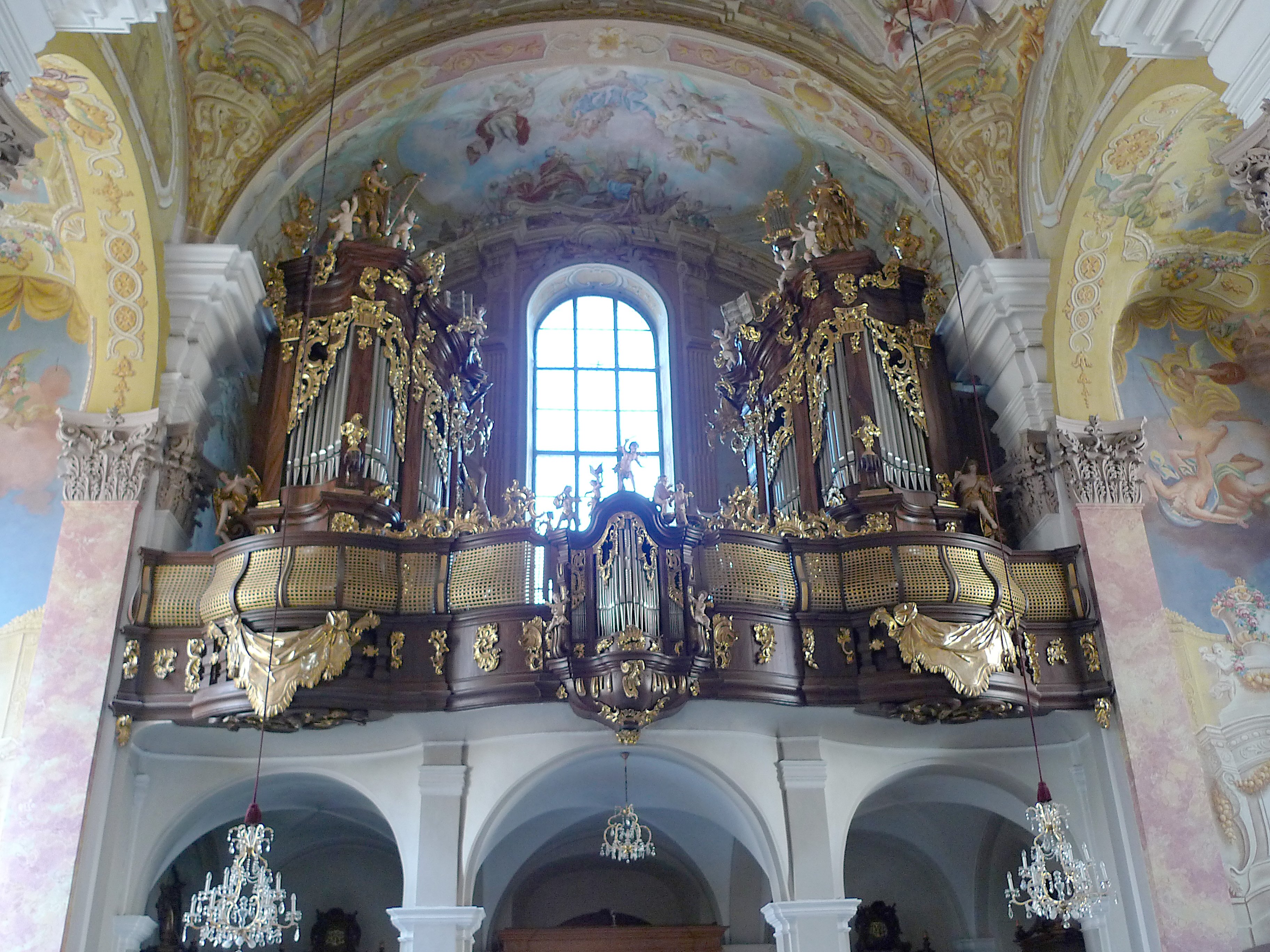
Orgelgehäuse der Basilika Mariatrost, Graz

Kaspar Mitterreither (* unbekannt in Graz; † 28. Mai 1779 in Graz) war ein österreichischer Orgelbauer in Graz.

## Leben
Kaspar Mitterreither übernahm als Sohn von Johann Georg Mitterreither 1747 die väterliche Orgelbauwerkstatt, welche von ihm bis zu seinem Tode weitergeführt wurde. Nach seinem Tode heiratete seine Ehegattin Ludwig Greß, der als erfolgreicher Orgelbauer die Werkstatt in Graz weiterführte.

## Werke
| Jahr | Ort                           | Gebäude                             | Bild | Manuale | Register | Bemerkungen                                        |
| ---- | ----------------------------- | ----------------------------------- | ---- | ------- | -------- | -------------------------------------------------- |
| 1730 | Bruck an der Mur              | Minoritenkirche                     |      | I/P     | 11       | Restaurierung 2006 durch Ferdinand Salomon         |
| 1747 | St. Pankrazen                 | Pfarrkirche St. Pankrazen           |      | I/P     | 10       |                                                    |
| 1747 | Groß Sankt Florian            | Pfarrkirche St. Groß St. Florian    |      |         |          | Gehäuse erhalten                                   |
| 1756 | Graz-Mariatrost               | Basilika Mariatrost                 |      |         |          | Gehäuse erhalten                                   |
| 1759 | Graz-Straßgang                | Schlosskirche St. Martin            |      | I       | 6        | [ 2 ]                                              |
| 1765 | Graz-Straßgang                | Pfarrkirche Riegersburg             |      |         |          | Gehäuse erhalten                                   |
| 1768 | Sankt Georgen an der Stiefing | Pfarrkirche St. Georg               |      |         |          | Gehäuse erhalten                                   |
| 1770 | Kirchbach in Steiermark       | Pfarrkirche Kirchbach in Steiermark |      |         |          | Gehäuse erhalten, seit 2002 Orgel von Anton Škrabl |

Von den von ihm gebauten Instrumenten sind wenige erhalten:
- Gehäuse der Orgel in der Pfarrkirche Anger (Steiermark)

## Bildgalerie

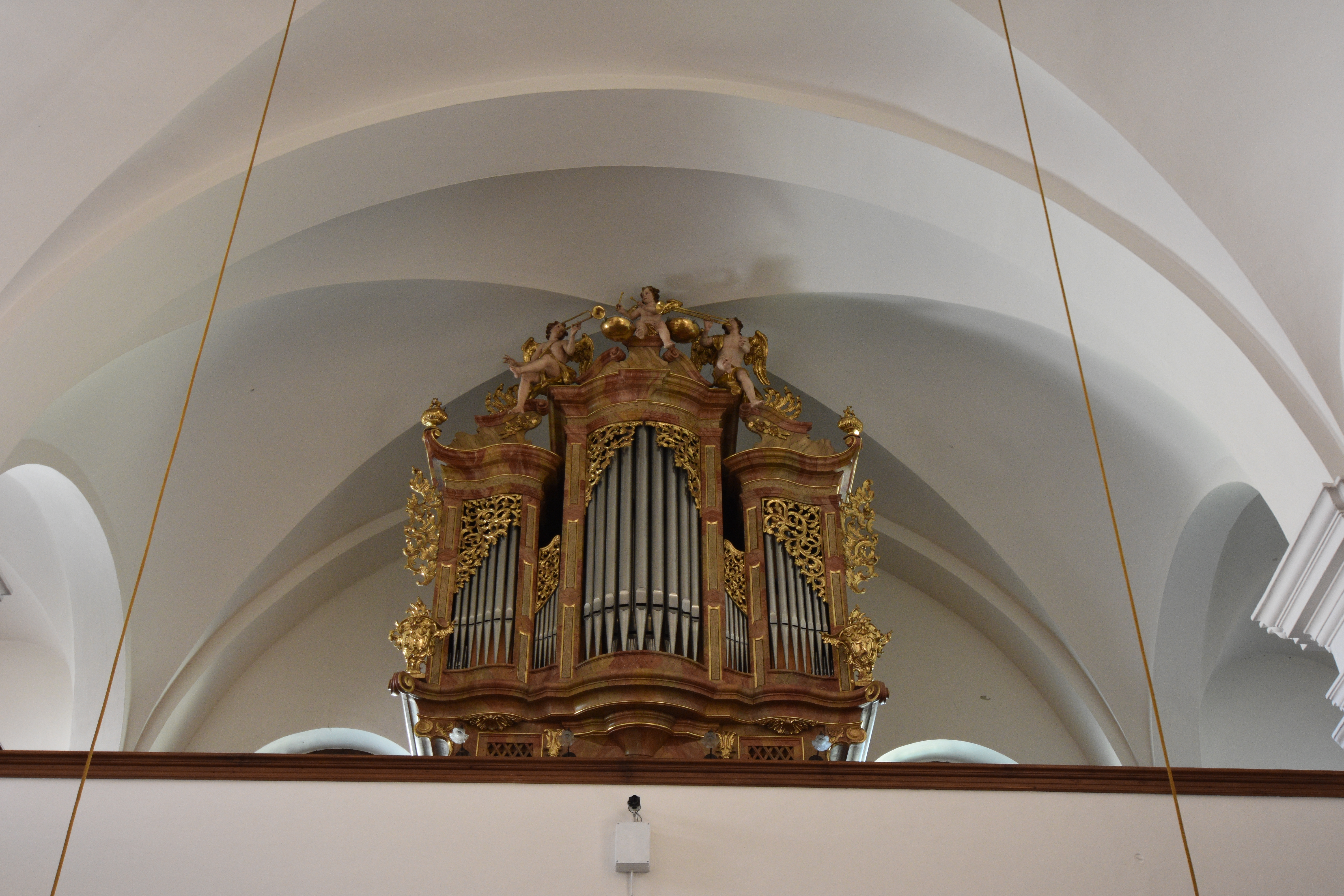
Orgelgehäuse in Pfarrkirche Anger (Steiermark)